# Aeropuerto de Agadir-Al Massira
El Aeropuerto de Agadir-Al Massira (en árabe: مطار المسيرة; transliterado: Matar al-Maseera) (IATA: AGA, OACI: GMAD) es un aeropuerto internacional que sirve a la ciudad de Agadir en Marruecos.
En 2007, el Aeropuerto Internacional Al Massira atendió a 1.502.094 pasajeros. En los últimos años, Agadir y su bum turístico, han supuesto nuevos vuelos a Al Massira desde nuevos aeropuertos del Reino Unido e Irlanda. Existe un acuerdo para crear una nueva terminal, que dará trabajo a la gente de Agadir.

## Pista y plataforma
La pista en orientación 09/27 tiene una longitud de 3.200 metros y una anchura de 45 metros. Esto posibilita que aviones de un tamaño como el del Airbus A380 pueden aterrizar en dicha pista.

El espacio de estacionamiento de aeronaves es de 170.000 m² lo que supone espacio para 10 X Boeing 737 y 3 X Boeing 747.

## Terminal
El espacio total de terminal es de 26.550 m² y prevista para 3 millones de pasajeros al año.
Tiene una amplia sala de espera, dividida en dos en virtud de si el vuelo es nacional (no aduanas) o si es internacional. Los pasajeros que vuelan a Casablanca con un vuelo internacional en conexión pueden pasar el control de pasaporte en Agadir para no perder tiempo en el tránsito en el Mohammed V

## Clasificación y equipamiento de navegación
El aeropuerto tiene un ILS cat. II y ofrece las siguientes ayudas a la navegación: VOR – DME – 2 X NDB.

## Estadísticas de tráfico
Ver fuente y consulta Wikidata.
ONDA anunció las siguientes aerolíneas en el Aeropuerto de Al Massira.
| Materia                 | 2008      | 2007      | 2006     | 2005     | 2004      | 2003    | 2002    |
| ----------------------- | --------- | --------- | -------- | -------- | --------- | ------- | ------- |
| Movimientos comerciales | 12.618    | 14.161    | 15-221   | 14,.418  | 13.441    | 12.670  | 12,.805 |
| Pasajeros               | 1,455,194 | 1,502,094 | 1.433353 | 1.315,52 | 1.160.127 | 975.181 | 934.433 |
| Carga (toneladas)       | 1.165,8   | 1.145,4   | 589,6    | 714,1    | 1.723,4   | 1.328,1 | 1.708,7 |

## Aerolíneas y destinos

### Destinos nacionales
| Ciudades          | Aeropuerto                          | Aerolíneas           |
| Marruecos         | Marruecos                           | Marruecos            |
| ----------------- | ----------------------------------- | -------------------- |
| Casablanca        | Aeropuerto Internacional Mohammed V | Royal Air Maroc      |
| Fez               | Aeropuerto de Fez-Saïss             | Air Arabia / Ryanair |
| Rabat             | Aeropuerto de Rabat-Salé            | Air Arabia           |
| Tánger            | Aeropuerto de Tánger-Ibn Battuta    | Air Arabia / Ryanair |
| Uchda             | Aeropuerto de Uchda Angads          | Ryanair              |
| Sahara Occidental |                                     |                      |
| El Aaiún          | Aeropuerto Internacional Hassan I   | Royal Air Maroc      |
| Villa Cisneros    | Aeropuerto de Villa Cisneros        | Royal Air Maroc      |

### Destinos internacionales
| Ciudades por países  | Nombre del aeropuerto                         | Aerolíneas                                                                             |
| Europa               | Europa                                        | Europa                                                                                 |
| -------------------- | --------------------------------------------- | -------------------------------------------------------------------------------------- |
| Alemania             |                                               |                                                                                        |
| Berlín               | Aeropuerto de Berlín-Brandeburgo Willy Brandt | EasyJet (estacional)                                                                   |
| Colonia              | Aeropuerto de Colonia/Bonn                    | Ryanair (Estacional)                                                                   |
| Düsseldorf           | Aeropuerto Internacional de Düsseldorf        | Condor / Eurowings (estacional) / TUIfly (estacional)                                  |
| Fráncfort            | Aeropuerto de Fráncfort del Meno              | Condor / TUIfly (estacional)                                                           |
| Hahn                 | Aeropuerto de Fráncfort-Hahn                  | Ryanair                                                                                |
| Hamburgo             | Aeropuerto de Hamburgo                        | Condor (estacional)                                                                    |
| Karlsruhe            | Aeropuerto de Karlsruhe-Baden Baden           | Ryanair                                                                                |
| Munich               | Aeropuerto Internacional de Múnich            | Condor (estacional)                                                                    |
| Stuttgart            | Aeropuerto de Stuttgart                       | Eurowings (estacional)                                                                 |
| Weeze                | Aeropuerto de Baja Renania                    | Ryanair                                                                                |
| Austria              |                                               |                                                                                        |
| Viena                | Aeropuerto de Viena                           | Ryanair                                                                                |
| Bélgica              |                                               |                                                                                        |
| Bruselas             | Aeropuerto de Bruselas-National               | TUI fly Belgium (estacional)                                                           |
| Bruselas             | Aeropuerto de Bruselas Sur                    | Ryanair                                                                                |
| Dinamarca            |                                               |                                                                                        |
| Copenhague           | Aeropuerto de Copenhague-Kastrup              | Norwegian (estacional) / SAS (estacional)                                              |
| España               |                                               |                                                                                        |
| Gran Canaria         | Aeropuerto de Gran Canaria                    | Binter Canarias (estacional)                                                           |
| Madrid               | Aeropuerto Adolfo Suárez Madrid-Barajas       | Ryanair                                                                                |
| Tenerife             | Aeropuerto de Tenerife Sur                    | Ryanair                                                                                |
| Valencia             | Aeropuerto de Valencia                        | Ryanair (estacional)                                                                   |
| Finlandia            |                                               |                                                                                        |
| Helsinki             | Aeropuerto de Helsinki-Vantaa                 | Norwegian (estacional)                                                                 |
| Francia              |                                               |                                                                                        |
| Beauvais             | Aeropuerto de Beauvais-Tillé                  | Ryanair                                                                                |
| Burdeos              | Aeropuerto de Burdeos-Mérignac                | Transavia                                                                              |
| Estrasburgo          | Aeropuerto de Estrasburgo                     | Ryanair                                                                                |
| Lille                | Aeropuerto de Lille-Lesquin                   | TUI fly Belgium / Volotea (Estacional)                                                 |
| Lyon                 | Aeropuerto de Lyon-Saint Exupéry              | EasyJet / Transavia                                                                    |
| Marsella             | Aeropuerto de Marsella-Provenza               | Ryanair                                                                                |
| Nantes               | Aeropuerto de Nantes Atlantique               | Ryanair / Transavia / Volotea (estacional)                                             |
| Niza                 | Aeropuerto Internacional de Niza-Costa Azul   | EasyJet (estacional)                                                                   |
| París                | Aeropuerto de París-Charles de Gaulle         | EasyJet                                                                                |
| París                | Aeropuerto de París-Orly                      | Royal Air Maroc / Transavia / TUI fly Belgium / Vueling Airlines (estacional)          |
| Perpiñán             | Aeropuerto de Perpiñán-Rivesaltes             | Ryanair                                                                                |
| Toulouse             | Aeropuerto de Toulouse-Blagnac                | Ryanair                                                                                |
| Irlanda              |                                               |                                                                                        |
| Dublín               | Aeropuerto de Dublín                          | Ryanair                                                                                |
| Islandia             |                                               |                                                                                        |
| Reikiavik            | Aeropuerto Internacional de Keflavík          | Play (estacional) (inicia el 26 de diciembre de 2025)                                  |
| Italia               |                                               |                                                                                        |
| Bérgamo              | Aeropuerto de Bérgamo-Orio al Serio           | Ryanair                                                                                |
| Letonia              |                                               |                                                                                        |
| Riga                 | Aeropuerto Internacional de Riga              | AirBaltic (estacional)                                                                 |
| Luxemburgo           |                                               |                                                                                        |
| Ciudad de Luxemburgo | Aeropuerto de Luxemburgo                      | Luxair                                                                                 |
| Noruega              |                                               |                                                                                        |
| Oslo                 | Aeropuerto de Oslo-Gardermoen                 | Norwegian (estacional)                                                                 |
| Países Bajos         |                                               |                                                                                        |
| Ámsterdam            | Aeropuerto de Ámsterdam-Schiphol              | Transavia (estacional)                                                                 |
| Polonia              |                                               |                                                                                        |
| Breslavia            | Aeropuerto de Breslavia-Copérnico             | Ryanair                                                                                |
| Cracovia             | Aeropuerto de Cracovia-Juan Pablo II          | Ryanair                                                                                |
| Gdansk               | Aeropuerto de Gdańsk-Lech Wałęsa              | Enter Air (chárter estacional)                                                         |
| Katowice             | Aeropuerto Internacional de Katowice          | Enter Air (chárter) / Wizz Air (estacional) (inicia el 27 de octubre de 2025)          |
| Poznan               | Aeropuerto de Poznan-Ławica                   | Enter Air (chárter)                                                                    |
| Rzeszów              | Aeropuerto de Rzeszów                         | Enter Air (chárter estacional)                                                         |
| Varsovia             | Aeropuerto de Varsovia-Chopin                 | Enter Air (chárter) / LOT Polish Airlines (chárter estacional) / Wizz Air (estacional) |
| Portugal             |                                               |                                                                                        |
| Faro                 | Aeropuerto de Faro                            | Ryanair (estacional)                                                                   |
| Lisboa               | Aeropuerto de Lisboa                          | EasyJet (estacional) / Ryanair (Estacional)                                            |
| Oporto               | Aeropuerto Francisco de Sá Carneiro           | Ryanair (estacional)                                                                   |
| Reino Unido          |                                               |                                                                                        |
| Birmingham           | Aeropuerto de Birmingham                      | Jet2.com / Ryanair / TUI Airways                                                       |
| Brístol              | Aeropuerto Internacional de Brístol           | EasyJet / Jet2.com / Ryanair                                                           |
| Bournemouth          | Aeropuerto Internacional de Bournemouth       | Jet2.com (estacional) (inicia el 4 de noviembre de 2025) / Ryanair                     |
| Edimburgo            | Aeropuerto de Edimburgo                       | EasyJet / Ryanair                                                                      |
| Glasgow              | Aeropuerto Internacional de Glasgow           | EasyJet (estacional) / Jet2.com                                                        |
| Leeds                | Aeropuerto Internacional de Leeds Bradford    | Jet2.com                                                                               |
| Londres              | Aeropuerto de Londres-Gatwick                 | British Airways / EasyJet / TUI Airways / Wizz Air (estacional)                        |
| Londres              | Aeropuerto de Londres-Luton                   | EasyJet                                                                                |
| Londres              | Aeropuerto de Londres-Stansted                | Jet2.com / Ryanair                                                                     |
| Mánchester           | Aeropuerto de Mánchester                      | EasyJet / Jet2.com / Ryanair / TUI Airways                                             |
| Newcastle            | Aeropuerto Internacional de Newcastle         | TUI Airways                                                                            |
| Suecia               |                                               |                                                                                        |
| Estocolmo            | Aeropuerto de Estocolmo-Arlanda               | Norwegian (estacional) / SAS (estacional)                                              |
| Suiza                |                                               |                                                                                        |
| Basilea              | Aeropuerto de Basilea-Mulhouse-Friburgo       | EasyJet                                                                                |
| Ginebra              | Aeropuerto Internacional de Ginebra           | EasyJet                                                                                |
| Zúrich               | Aeropuerto Internacional de Zúrich            | Edelweiss Air (Estacional)                                                             |

## Segunda Guerra Mundial
Durante la Segunda Guerra Mundial, el aeropuerto fue usado por la Brigada aerotransportada del ejército de Estados Unidos como base de operaciones para carga, aviones y personal en tránsito. Funcionó como parada técnica en la ruta a Marrakech o a Villa Cisneros en el Norte de África. Además, una conexión aérea a Atar también manejaba carga y pasajeros.